# Förlegade vetenskapliga teorier
En förlegad vetenskaplig teori har någon gång betraktats som mer eller mindre vetenskaplig, men har blivit ersatt av teorier som stämmer bättre överens med verkligheten.

## Exempel
- Klassiska element, teorierna om jord, eld, luft och vatten
- Humoralpatologi, medicinska idéer om kroppens vätskor
- Impetus, en teori för rörelser, ersatt av klassisk mekanik
- Flogiston och caloric var teorier för att beskriva förbränning och värme. De är idag ersatta av kemi och termodynamik